# اوشتنفلد (نوردفرایسلند)
اوشتنفلد (به آلمانی: Ostenfeld) یک شهر در آلمان است که در نوردفرایسلند واقع شده‌است. اوشتنفلد ۱٬۵۴۹ نفر جمعیت دارد.